# Xoixka
Xoixka (en rus: Шошка) és un poble de la República de Komi, a Rússia, segons el cens del 2010 tenia 277 habitants.